# Max Jacob (Architekt)
Maximilian Jacob, meist Max Jacob genannt, (* 15. August 1849 in Dahme/Mark; † 25. April 1921 in Berlin) war ein deutscher Architekt und Bauunternehmer, der Wohnhäuser, Verwaltungs- und Produktionsgebäude in Berlin und in der Mark Brandenburg plante und ausführte. Einige seiner Bauten stehen unter Denkmalschutz.

## Leben
Max Jacob war der Sohn des Maurermeisters Theodor Jacob. Um das Jahr 1875 zog Jacob nach Berlin in das Haus Frobenstraße 29. Dort führte er zusammen mit dem Architekten Carl Rosemann das Architekturbüro mit Bauunternehmung Rosemann & Jacob. Sie erwarben die Grundstücke Alvenslebenstraße 1 / Potsdamer Straße 87 (heutige Hausnummer 149) und Alvenslebenstraße 2, auf denen sie zwei Wohn- und Geschäftshäuser bauten; bis 1896 war in dem Eckhaus ihr „Baugeschäft und Atelier für Architektur“ untergebracht, das Jacob dort alleine bis zu seinem Tod weiterführte.
Später fand Jacob eine neue Partnerschaft mit dem „Atelier für Architektur“ von Georg Roensch (auch häufig Georg Rönsch geschrieben) in (Berlin-)Charlottenburg (Kantstraße 149; ab 1900 Fasanenstraße 22).
Jacob starb in Berlin und wurde von seinen Geschwistern in Dahme beigesetzt. Die dortige Grabtafel ist erhalten (Stand 2013). Das Eckhaus Alvenslebenstraße 1 / Potsdamer Straße 87 (149) wurde nach seinem Tod an den Zigarrenfabrikanten H. Eltze verkauft.

## Bauten und Entwürfe (Auswahl)

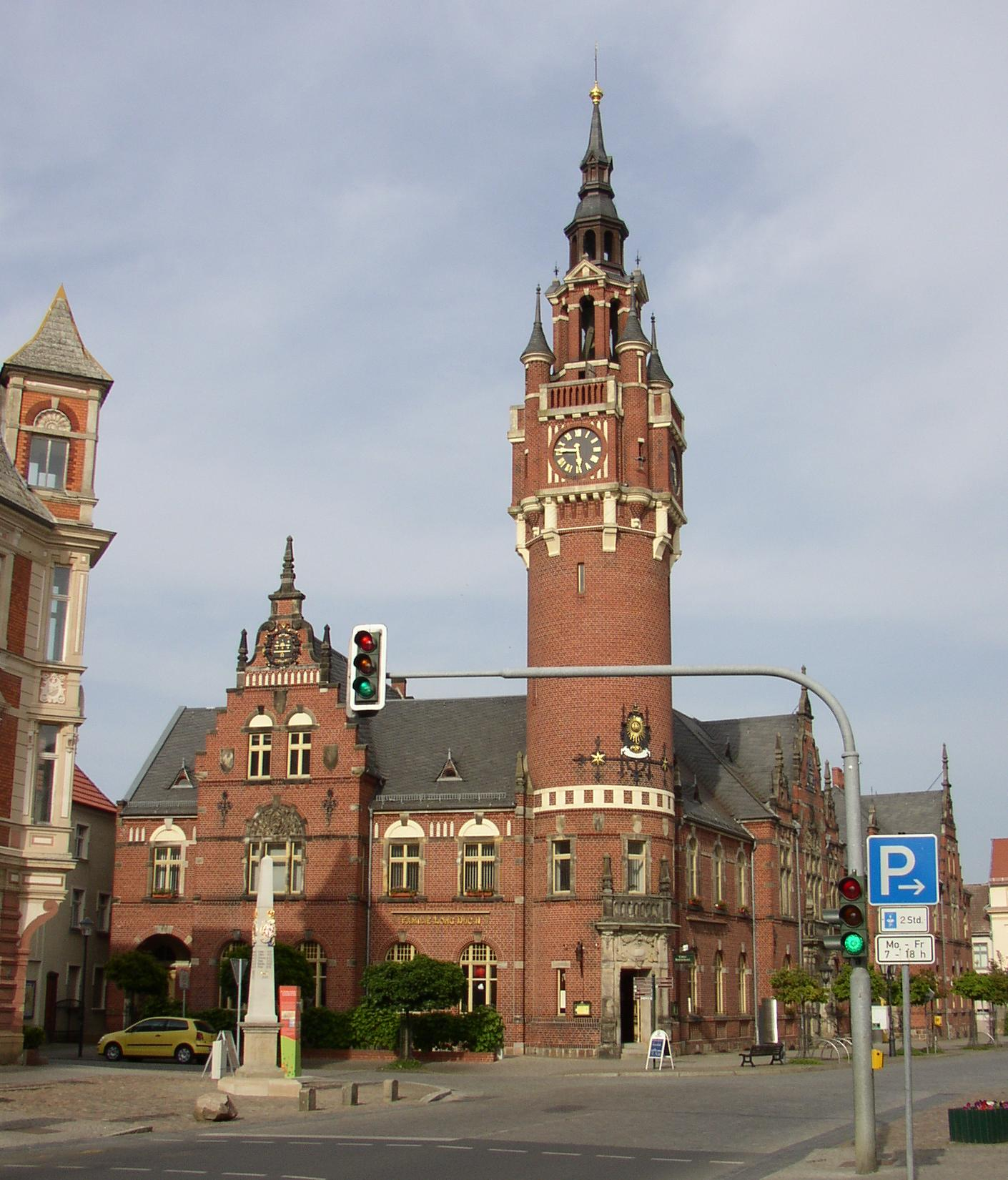
Rathaus in Dahme

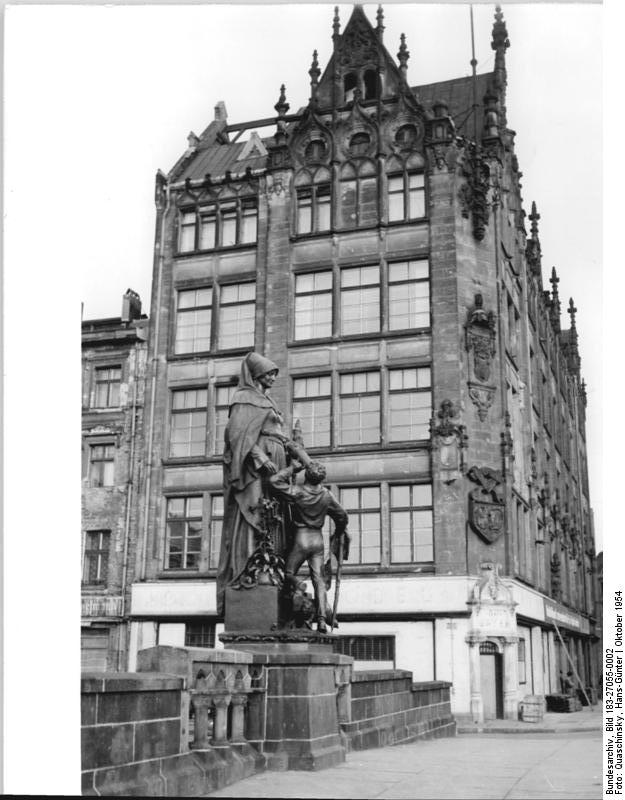
Geschäftshaus Gertraudenstraße 10, Blick von der Gertraudenbrücke (1954)

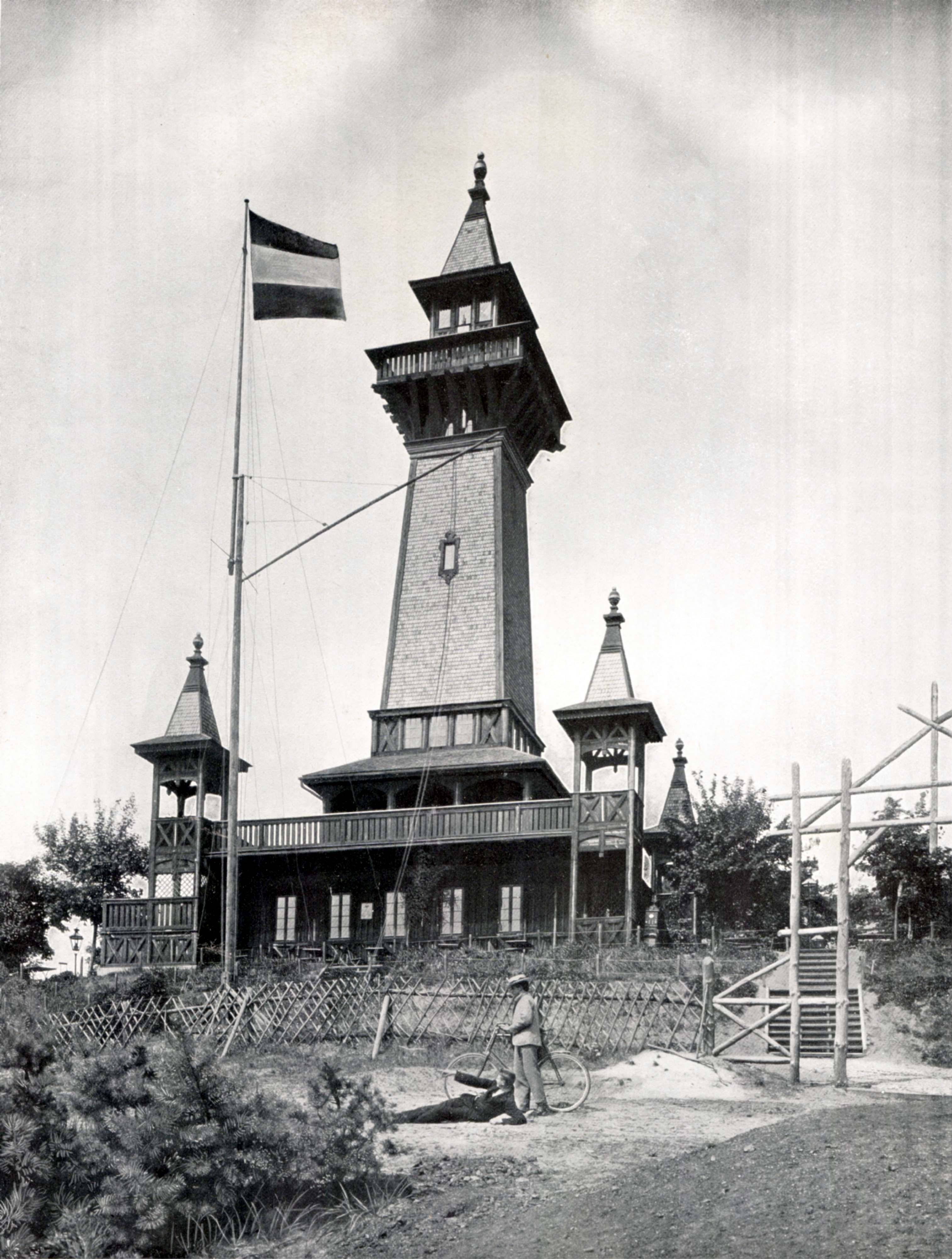
Erster Müggelturm (um 1900)

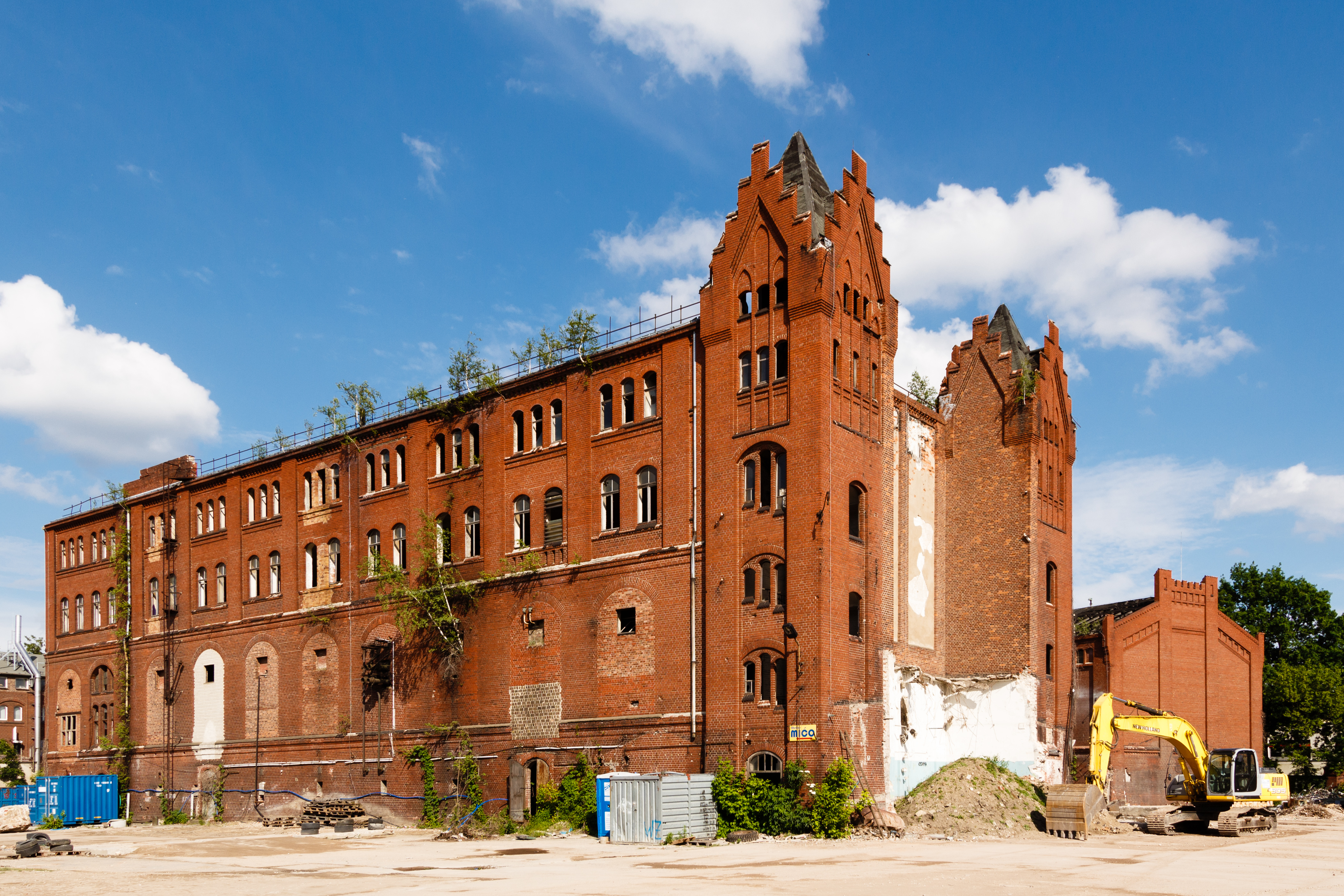
Fabrikgebäude „Bärensiegel“ an der Ecke Glienicker Weg / Adlergestell in Berlin-Adlershof

- 1874–1876: Mehrfamilienwohnhäuser in Berlin, Schöneberger Vorstadt[5], Alvenslebenstraße 1 / Potsdamer Straße 87 und Alvenslebenstraße 2 (Rosemann & Jacob; Haus Alvenslebenstraße 1 / Potsdamer Straße 87 nicht erhalten; Haus Alvenslebenstraße 2 unter Denkmalschutz)[6]
- 1876: Wettbewerbsentwurf für das Hamburger Rathaus (Rosemann & Jacob gemeinsam mit Wilhelm Rettig; nicht ausgeführt)[7]
- 1878–1880: Neubau für den von Rohdich’schen Legatenfonds in Berlin, Friedrichstadt, Pariser Platz 3 (Rosemann & Jacob zusammen mit Gregor von Stralendorff; vormaliges Palais Wrangel)
- 1883–1887: Wohn- und Geschäftshaus Leipziger Straße 115 in Berlin-Friedrichstadt mit Hofgebäuden für die Buchhandlung von Reinhold Kühn (Rosemann & Jacob; nicht erhalten)[8][9]
- 1889–1890: Müggelturm in (Berlin-)Köpenick
Aus dem kleinen Spindlerturm am Müggelsee entwickelte Jacob den ersten Aussichtsturm an dieser Stelle im Stil einer chinesischen Pagode.[10]
- um 1890: Kegelklubhaus in (Berlin-)Grunewald, Koenigsallee 1
Erstbebauung nach Trockenlegung der Flächen und Genehmigung zur Gründung der Villenkolonie, Bauherr war der örtliche Kegelklub[11] (Rosemann & Jacob; erhalten).[12]
- 1892–1894: Rathaus in Dahme/Mark
Der Rat der Stadt beschloss 1892 den Neubau eines Rathauses auf dem Grundstück der abgebrannten Nikolaikirche. Ein festes repräsentatives Gebäude sollte das seit dem Stadtbrand benutzte Provisorium ablösen und auch ein Postamt beherbergen. Nach dem Entwurf von Max Jacob und unter seiner Leitung entstand der Bau im Neorenaissance-Stil mit einem charakteristischen 46 Meter hohen Rundturm sowie mit Ziergiebeln, Türmchen und Lisenen. Der Backsteinbau ist bis heute ein Wahrzeichen der Kleinstadt. Im Inneren sind bis ins 21. Jahrhundert das Trauzimmer mit Wandverkleidungen im Stil des Neobarock sowie der Ratssaal mit Wappenfries der Dahmer Gewerke erhalten. Der Schalterraum des früheren Postamts zeigt sich in seiner fast original erhaltenen Ausstattung. Am Rathaus verweist eine Tafel auf den Architekten. Seit 2010 befinden sich die Städtische Bibliothek und die Touristinformation in dem weiterhin als Rathaus genutzten Bauwerk.
- 1893: Wohn- und Geschäftshäuser für Georg W. Büxenstein (sogenannter „Druckpalast“) in Berlin, Friedrichstraße 240/241 (Rosemann & Jacob; nicht erhalten)[13]
- 1897–1898: Wohn- und Geschäftshaus für den Goldhändler Wilhelm Müller in Berlin, Gertraudenstraße 10/12 (späteres Juwel-Palais)
Das fünfgeschossige Gebäude nach Plänen von Georg Roensch und Max Jacob ist ein Pfeilerbau mit Sandstein-Fassade in neogotischen Formen. Die Wahl neogotischer Stilelemente führen Historiker auf die Sichtbeziehung zur benachbarten Petrikirche zurück. Das Haus erhielt einen aufwändig gestalteten Eingangsbereich: Dreiviertelsäulen rahmen die Tür, Maßwerk betont diesen Bauwerksteil. Zwischen den dreigeteilten Fenstern der Obergeschosse gliedern Pfeiler die Fassade stark vertikal. Die Wandpfeiler enden in verspielten Aufsätzen in der Dachzone. Die zur Gertraudenbrücke hin abgeschrägte Gebäudeecke ist mit übergiebelten Risaliten verziert. An der Schräge befindet sich ein kupfernes Wappen mit Freimaurer-Symbolik. Das Treppenhaus im Inneren weist schmiedeeiserne Geländer auf, und die Wandflächen sind mit weißer, reliefierter Keramik verkleidet. Zwei Jahre nach Fertigstellung gab das Berliner Adressbuch neben dem Besitzer W. Müller als Nutzer eine Schirmfabrik, den Union-Club, eine Handschuhfabrik, eine Instrumentenhandlung sowie weitere Verkaufseinrichtungen an.[14] Im Zweiten Weltkrieg wurde das Haus beschädigt und zu Beginn der 1950er Jahre instandgesetzt, jedoch nahm man dabei keine Rücksicht auf das originale Erscheinungsbild: Einfache Fenster wurden eingesetzt und der Erdgeschoss-Bereich von seinem Zierrat weitestgehend befreit (siehe Ansicht 1954).[15][16] In der DDR-Zeit diente das Haus als Bürogebäude, im Erdgeschoss befand sich eine Buchhandlung. Nach längerem Leerstand zu Beginn der 1990er Jahre erwarb ein privater Investor das auffällige Gebäude, ließ es umfangreich sanieren und denkmalgerecht wiederherstellen. Auf mehreren Etagen siedelte sich ein Hochzeitsausstatter an.[17]
- 1899: herrschaftliche Villa in Dahme/Mark, Hauptstraße 20 (im 21. Jahrhundert mit „Café Rose“)[18]
- 1900: Landhaus Hubertushöhe (auch Schloss Hubertushöhe) für den Druckereibesitzer Georg Büxenstein in Storkow (Mark), Kreis Beeskow-Storkow (mit Georg Roensch)
Das Haus wurde 1996 an einen Unternehmer verkauft, der es zu einem Hotel umbauen ließ.[19][20]
- 1904–1906: Gebäude der Chemisch-Pharmazeutischen Fabrik Kahlbaum des Unternehmers Johannes Kahlbaum in Berlin-Adlershof, Adlergestell / Glienicker Weg (nach 1945 VEB Bärensiegel und VEB Berlin-Chemie; unter Denkmalschutz)[21][22]
Das Grundstück wurde auf die beiden Fabriken aufgeteilt. Die Produktionsgebäude und Lagerhallen des VEB Bärensiegel stehen seit 1994 leer. Größere Teile zum Adlergestell hin wurden ab 2014 abgerissen.
- 1905: Lagerhaus und Abfüllerei der Berliner Brennspiritus-GmbH in Berlin-Tempelhof, Ringbahnstraße 10–14 (1927/1928 durch Paul Renner zur Reichsmonopolverwaltung für Branntwein umgebaut und erweitert; unter Denkmalschutz)[23]
Das Backsteingebäude wurde 2011/2012 saniert und ist als „Gewerbehof Tempelhof“ in Teilen an Dienstleister vermietet.[24]

sowie undatiert
- Haus in Dahme/Mark, Jüterboger Straße 16 (Erdgeschoss im 21. Jahrhundert von einem Friseursalon genutzt)
- Landhaus Geist in Berlin-Grünau[25]